# Namysłów (gmina)
Namysłów – gmina miejsko-wiejska w województwie opolskim, w powiecie namysłowskim. W latach 1975–1998 gmina położona była w województwie opolskim.
Siedziba gminy to miasto Namysłów. Oprócz niego, w skład gminy wchodzą 32 sołectwa.
Według danych z 30 czerwca 2004 gminę zamieszkiwało 26 336 osób.

## Struktura powierzchni
Według danych z roku 2002 gmina Namysłów ma obszar 289,95 km², w tym:
- użytki rolne: 66%
- użytki leśne: 26%

Gmina stanowi 38,78% powierzchni powiatu.

## Demografia

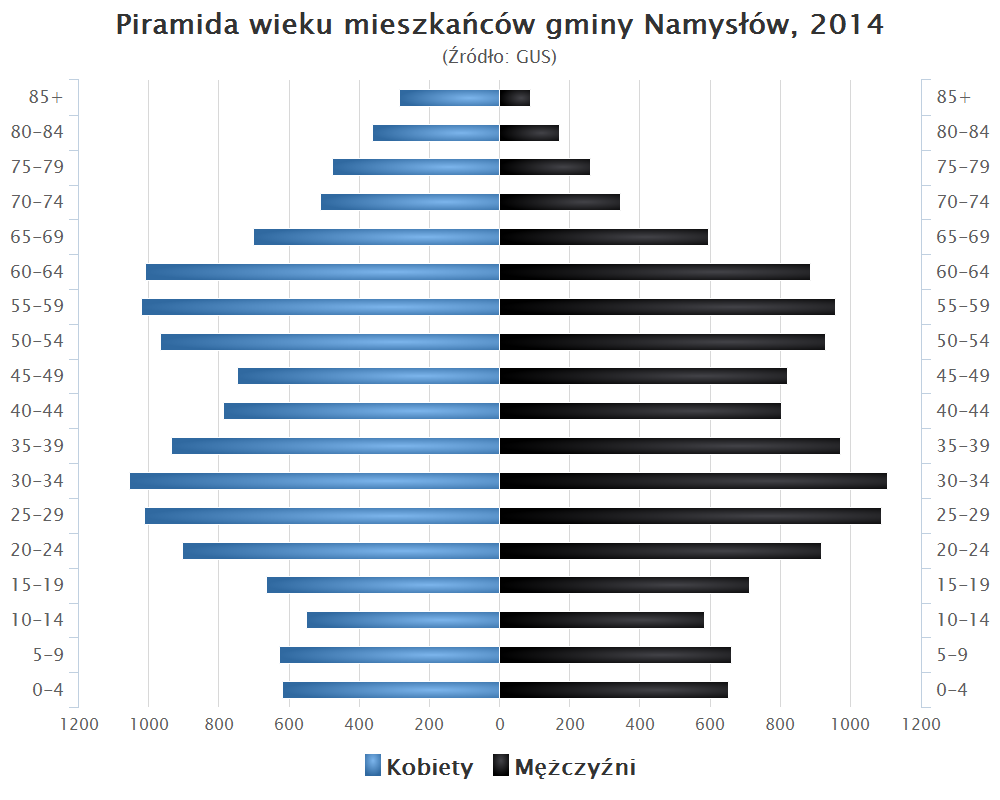
Piramida wieku mieszkańców gminy Namysłów w 2014 roku

Dane z 30 czerwca 2004:
| Opis                              | Ogółem | Ogółem | Kobiety | Kobiety | Mężczyźni | Mężczyźni |
| --------------------------------- | ------ | ------ | ------- | ------- | --------- | --------- |
| jednostka                         | osób   | %      | osób    | %       | osób      | %         |
| populacja                         | 26 336 | 100    | 13 482  | 51,2    | 12 854    | 48,8      |
| gęstość zaludnienia (mieszk./km²) | 90,8   | 90,8   | 46,5    | 46,5    | 44,3      | 44,3      |

## Sąsiednie gminy
Bierutów, Domaszowice, Dziadowa Kłoda, Jelcz-Laskowice, Lubsza, Perzów, Rychtal, Świerczów, Wilków